# Strategie militară

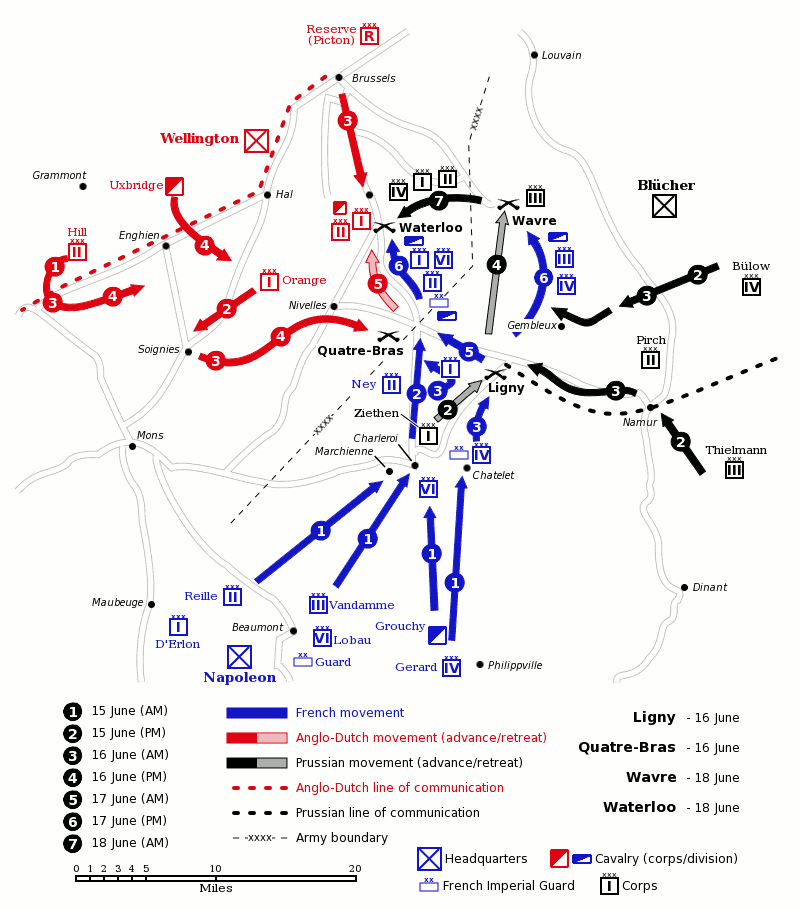
Hartă care surprinde acțiunile strategice ale combatanților de la Waterloo.

Strategia militară este un nume generic dat acțiunii de planificare și conducere a războiului. Termenul "strategie" vine din cuvântul grecesc strategos (general), de unde și semnificația cuvântului, de "artă a generalului".

## Fundamentele strategiei militare
Strategia și tactica sunt strâns legate. Deși ambele implică distanțe, timp și forțele combatante, strategia se referă la o scară mai mare decât tactica. Astfel, strategia se poate împărți în marea strategie, cea referitoare la totalitatea forțelor unei țări  și strategia operațională, referitoare la unități ale armatei.

## Principii ale strategiei militare
O listă a celor mai comune și apreciate principii militare cuprinde:
- Stabilirea obiectivelor;
- Ofensiva;
- Concentrarea forțelor;
- Economia forțelor;
- Manevra;
- Securitatea;
- Elementul-surpriză;
- Simplitatea operațiilor desfășurate.